# 교황 베네딕토 15세
교황 베네딕토 15세(라틴어: Benedictus PP. XV, 이탈리아어: Papa Benedetto XV)는 제258대 교황(재위: 1914년 9월 3일 - 1922년 1월 22일)이다. 본명은 자코모 델라 키에사(이탈리아어: Giacomo Della Chiesa)이다.
1914년 제1차 세계 대전이 발발한 후 9월3일 교황으로 즉위하였으며, 전쟁과 이후 전후 체제는 그의 중요 관심사였다. 베네딕토 15세는 제1차 세계 대전 당시 성좌의 정치적 중립을 선언하면서 교전국들 간의 화해와 평화를 중재하기 위해 노력하였다. 그러나 연합국과 동맹국 어디에서도 베네딕토 15세의 이러한 중재 시도를 쉽게 받아들이지는 않았다. 독일의 개신교들은 ‘교황에 의한 평화’라는 무례한 언사를 사용함으로써 노골적으로 반대하였으며, 프랑스 정치인 조르주 클레망소는 교황의 이러한 활동은 명백하게 프랑스에 대한 적대적 행위라며 평가 절하하였다.
베네딕토 15세는 교전국 간의 외교적 중재에는 실패하였으나, 전쟁 포로들을 돌보거나 부상당한 병사들의 교환, 유럽 각국에 있는 어려운 사람들을 지원하기 위한 식료품 전달 등 전쟁으로 인한 피해를 완화시키기 위한 인도적인 활동에 열성을 다하였다. 이처럼 뛰어난 외교적 수완과 더불어 근대 사회에 대해 개방적인 태도를 보였던 그는 대중들로 하여금 자신은 물론 교황직 자체에도 존경심을 갖게 만들었다.

## 생애 초기

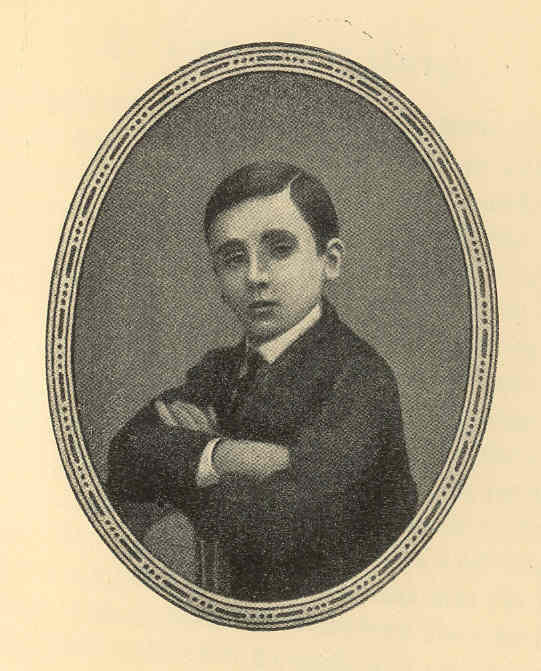
1866년 12세 시절의 자코모

자코모 델라 키에사는 1854년 11월 21일 이탈리아 제노바 교외 펠리에서 주세페 델라 키에사 후작과 그의 아내 조반나 밀리오라티 후작 부인의 삼남으로 태어났다. 그의 부계 쪽 가문은 교황 갈리스토 2세와 이탈리아 국왕 베렌가리오 2세를 배출한 명문 집안이었으며, 모계 쪽 가문 역시 교황 인노첸시오 7세를 배출한 명문 집안에 속하였다.
자코모는 어린 시절부터 사제가 되는 것을 목표로 삼았으나, 그의 부친은 아들이 사제가 되는 대신에 법조인이 될 것을 강요하였다. 1875년 8월 2일 21세가 된 자코모는 민법 박사 학위를 취득하였다. 그는 제노바 대학교에 입학하였는데, 당시 사회는 이탈리아 통일 이후 반가톨릭주의와 반성직자주의가 만연해 있었다. 성년이 되어 법학 박사학위를 취득한 그는 이제 사제가 되기 위해 신학교에 들어가게 허락해 달라고 다시 부친에게 요청하였으며, 부친은 결국 마지못해 허락하였다.
1878년 교황 비오 9세가 선종하고 그의 뒤를 이어 교황 레오 13세가 즉위한 시기에 자코모는 제노바를 떠나 로마에 있는 알모 카프라니카 대학교에 입학하였다. 새 교황은 즉위 후 며칠 후에 카프라니카 학생들과 일반 알현 자리를 가졌다. 그 후 얼마 지나지 않아 1878년 12월 21일 자코모 델라 키에사는 라파엘레 모나코 라 발레타 추기경의 주재 아래 사제 서품을 받았다.
1878년부터 1883년까지 자코모는 로마에 있는 교황청 교회 학술원에서 공부하였다. 그곳에서 매주 목요일마다 학생들은 추기경들과 교황청의 고위 관료들을 초대하여 연구 서류들의 보호를 요청하였다. 이 때 레오 13세의 측근이었던 마리아노 람폴라 추기경은 자코모 델라 키에사를 눈여겨 보았으며, 1882년 바티칸의 외교 업무에 착수하면서 그를 자신의 서기로 고용하여 마드리드로 파견하였다. 그 후에 람폴라 추기경은 교황청 국무원장으로 임명되었으며, 이 때도 자코모 델라 키에사가 그의 곁을 보좌하였다. 이 시기에 자코모 델라 키에사는 람폴라 추기경을 도와 캐롤라인 제도를 놓고 독일과 스페인 사이에 일어난 분쟁의 중재와 콜레라 창궐로 피해를 입은 스페인 시민들을 구제하는 일에 동참하였다. 이 경험은 훗날 그가 교황이 되었을 때에 제1차 세계 대전 당시 피난민들의 구호 사업에 힘쓰게 된 계기가 되었다.
그러나 자코모의 어머니 조반나 후작 부인은 자기 아들의 이력이 그의 능력과 출신 등에 비해 보잘 것 없다고 여겨, 바티칸이 제대로 인정하지 않고 있다면서 불만과 불평을 늘어놓아 람폴라 추기경을 매우 난처하게 만들었다고 전해진다. 전해지는 바에 따르면, 람폴라 추기경은 자코모의 어머니에게 “당신의 아들은 단지 몇 걸음만을 떼었지만, 그것은 하나하나 큰 걸음들입니다.”라고 말했다고 한다.
레오 13세와 볼피니 추기경의 선종 직후, 람폴라 추기경은 자코모를 후임 교황을 선출하기 위해 소집된 콘클라베의 서기직을 맡기려고 하였다. 하지만 추기경단은 보수적인 성향의 젊은 사제 라파엘 메리 델 발을 지명하였으며, 람폴라 추기경은 이에 동의하는 서명을 하였다. 람폴라 추기경은 콘클라베에서 그의 상대였던 주세페 사르토 추기경이 교황 비오 10세로 선출되면서 요직에서 물러났으며, 그의 직책은 라파엘 메리 델 발이 추기경으로 서임되면서 대신 맡게 되었다. 자코모 델라 키에사는 자신의 직책에 그대로 남아 있었다.

## 주교

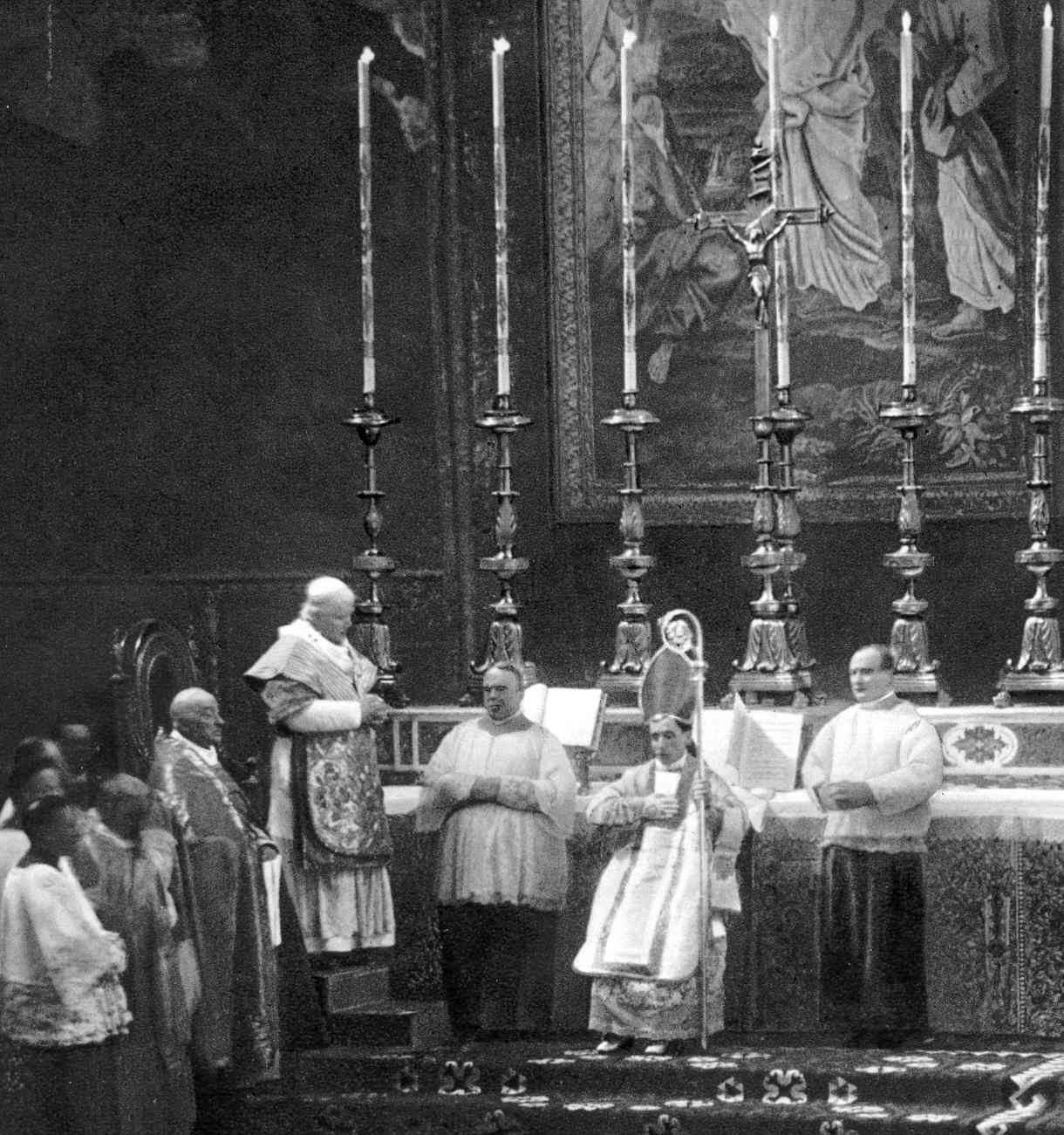
1907년 12월 18일 교황 비오 10세의 집전 아래 바티칸에서 주교 서품을 받는 자코모 델라 키에사

하지만 자코모 델라 키에사는 교황 레오 13세의 외교 정책을 담당했던 람폴라 추기경과의 친밀한 관계 때문에 신임 교황 치하에서 국무원에서 그의 지위가 약간 위태로웠다. 1907년 4월 15일 이탈리아 언론들은 마드리드 주재 교황 대사 아리스티데 리날디니 대주교가 추기경에 서임되면서 자코모 델라 키에사가 그의 뒤를 이어받아 과거 자신이 일했던 스페인으로 다시 돌아가 마드리드 주재 교황 대사로 임명되었다는 소식을 일제히 전하였다. 비오 10세는 발 빠른 언론의 보도를 보고 웃으면서 “불행하게도 언론인들은 내가 볼로냐의 다음 대교구장으로 그를 지명했다는 사실은 빠트린 것 같군.”이라고 지적했다고 한다. 1907년 12월 18일 외교관들과 여러 주교 및 추기경들, 그리고 그의 오랜 친구 람폴라 추기경이 참석한 가운데 자코모 델라 키에사는 바티칸에서 비오 10세의 주재 아래 주교로 서품되었다. 비오 10세는 자코모 델라 키에사에게 직접 자신이 사용하였던 주교 지팡이와 주교 반지를 하사하였으며, 다음날 자코모 델라 키에사는 가족들과 많은 시간을 함께 보냈다. 자코모 델라 키에사는 자신의 사목 표어로 “In Te Domine Speravi, Non Confundar In Aeternum.”
(주님, 제가 당신께 피신하니 영원히 수치를 당하지 않게 하소서. - 시편 71,1)을 선택하였다. 1908년 2월 23일 자코모 델라 키에사는 자신의 교구인 볼로냐 대교구에서 공식 착좌하였다. 당시 볼로냐 대교구의 교구민 숫자는 700,000명이며, 사제는 750명, 수사는 19명, 수녀는 78명이었다. 그리고 신학교의 교수는 25명이었으며, 사제품을 받기 위해 준비하고 있는 신학생은 120명이었다.
볼로냐 대교구장으로서 그는 대교구에 있는 모든 본당을 일일이 방문하였는데, 특히 말을 타야만 갈 수 있는 산 속에 있는 작은 본당들도 찾아갔다. 본당을 찾아갈 때마다 자코모 델라 키에사는 언제나 대교구장으로서 중요한 책무인 강론을 열성을 다해 하였다. 그는 강론 때마다 모든 성당의 청결과 모금 활동을 특히 촉구하였는데, 모금 활동을 강조한 이유에 대해서는 가난한 사람들을 돕기 위해서는 돈을 모아야 한다고 말했다. 또한, 자코모 델라 키에사는 과학과 고전 교육 과목을 더 많이 추가하는 등 직접 신학교 교육의 개혁을 주도하였다. 그는 성모 발현 50주년을 맞이하여 대표적인 성모 발현 장소인 이탈리아의 로레토와 프랑스의 루르드를 성지 순례하기도 하였다. 1913년 12월 16일 오랜 친구이자 지지자이며 멘토였던 람폴라 추기경이 갑작기 선종하자, 자코모 델라 키에사는 큰 상심에 빠졌다.

## 추기경

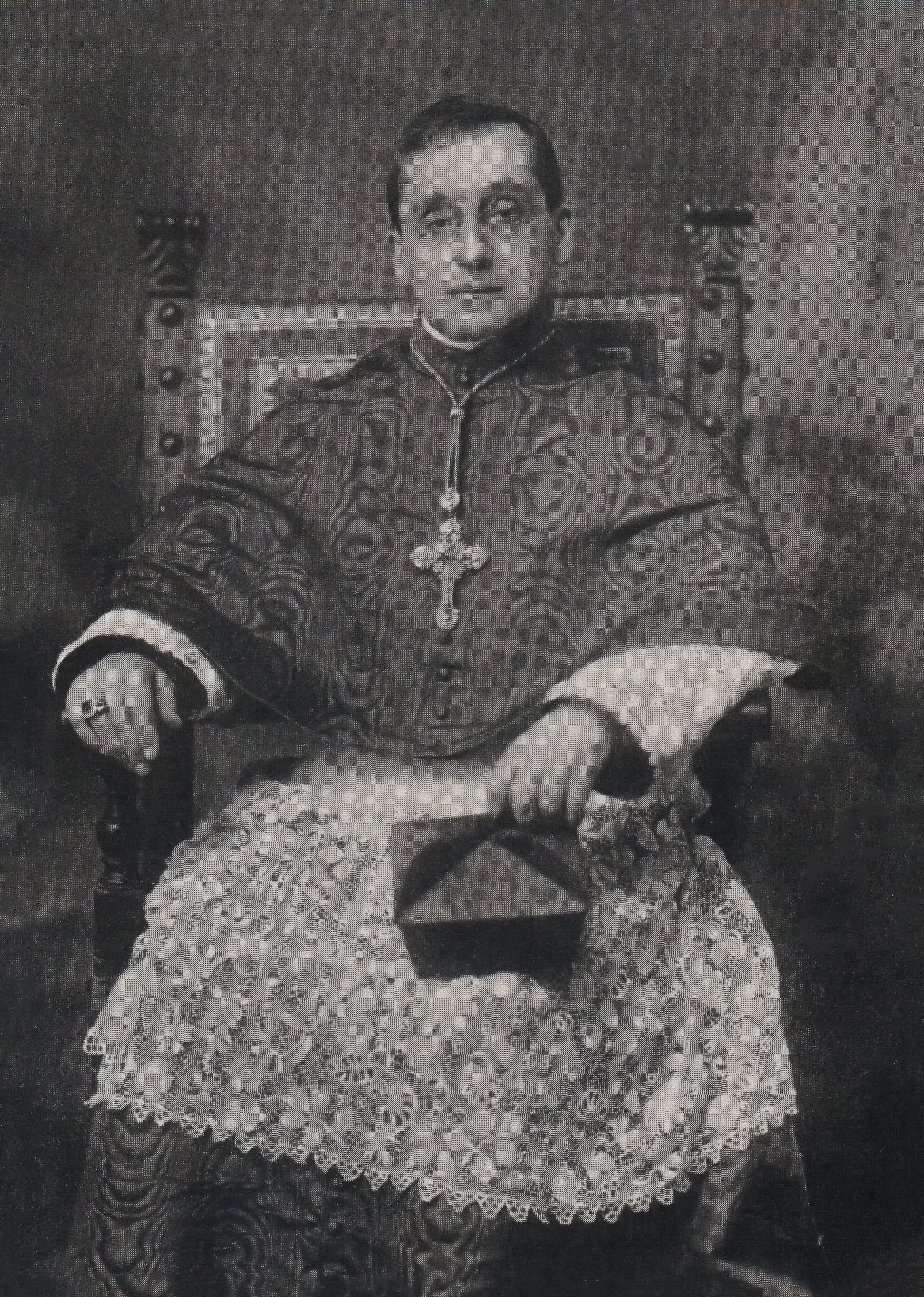
추기경 시절의 자코모 델라 키에사

볼로냐의 대교구장은 전통적으로 추기경에 서임되는 것이 일종의 관례였다. 작년에도 대주교로 갓 서임된 성직자들이 대거 추기경으로 서임되었기 때문에, 자코모 델라 키에사 역시 곧 추기경에 서임될 것으로 전망되었다. 그러나 비오 10세는 전통에 따르지 않고 7년 가까이 자코모 델라 키에사를 추기경에 서임하지 않았다. 하루는 볼로냐 시의 사절단이 로마를 방문하여 비오 10세를 알현한 자리에서 자코모 델라 키에사 대주교의 추기경 서임을 요청하자, 비오 10세는 자신의 가문 이름인 사르토(Sarto)를 재료 삼아 다음과 같이 농담식으로 답변하였다. “미안합니다. 아직 추기경 의복을 만들 사르토(Sarto, 이탈리아어로 재단사를 의미함)를 구하지 못해서요.” 일부에서는 자코모 델라 키에사의 추기경 서임이 자꾸 미루어진 이유에 대해 추기경단에 비오 10세나 비오 10세의 측근들이 람폴라 추기경의 측근이 생기는 것을 원치 않았기 때문은 아니었을까 하고 추정하고 있다. 자코모 델라 키에사 대주교의 오랜 동지였던 람폴라 추기경은 1913년 12월 16일에 선종하였다.
그리고 다음해인 1914년 5월 25일 자코모 델라 키에사는 산티 콰트로 코로나티 성당의 사제급 추기경에 서임되었다. 로마에서의 추기경 서임식을 마친 새 추기경이 자신의 교구가 있는 볼로냐로 돌아오려고 할 즈음에 이탈리아 중부 지역에서 사회주의자들과 왕정타도주의자들, 반가톨릭주의자 등의 반란이 일어나기 시작했다. 뒤이어 총파업이 잇따랐으며, 각 지역 성당과 전화국 및 철도 등에 대한 약탈과 파괴가 자행되었다. 그리고 교회의 영향을 받지 않는 세속적인 공화국을 수립해야 한다는 선언이 있었다. 볼로냐에서는 시민들이 동참을 거부함으로써 교회는 운 좋게 참화를 피할 수가 있었다. 이후 이탈리아에 열린 지역 선거에서 사회주의자들이 압도적으로 가장 많은 표를 얻어 승리하였다.
유럽 전역에 전운이 감도자, 이탈리아는 어느 편에 서야 할지에 대한 문제가 논의되었다. 공식적으로 이탈리아는 여전히 오스트리아 헝가리 제국과 독일 제국과 동맹을 유지하고 있었다. 하지만 티롤주의 대다수는 오스트리아의 영향을 깊이 받아 주민들 대부분이 독일어를 사용한 반면에 남부 지역은 배타적으로 이탈리아어를 사용한 주민이 많았다. 볼로냐 대교구의 사제들 역시 민족주의적 사고방식에서 완전히 벗어나지 못하였다. 그리하여 전쟁이 발발하자 자코모 델라 키에사는 대교구장으로서 사제들에게 평화와 전쟁의 피해를 줄이기 위해서는 교회가 중립을 지켜야 한다고 강조하였다.

## 교황

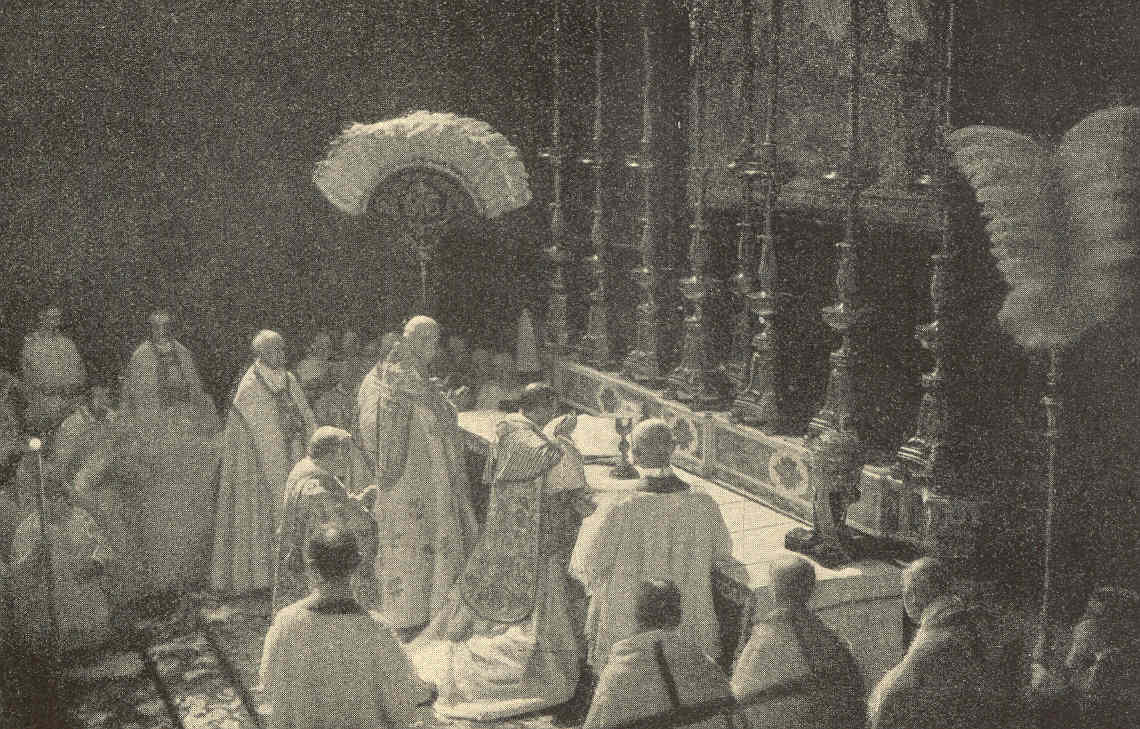
1914년 교황 베네딕토 15세의 대관식

비오 10세가 선종한 후 새로운 교황을 선출하기 위해 1914년 8월 말엽에 콘클라베가 소집되었다. 당시 제1차 세계대전 중이었으므로 새 교황의 주요 사안은 자연스럽게 전쟁 문제일 것으로 전망되었다. 따라서 추기경단은 이 난국을 헤쳐 나갈 수 있을 정도로 외교 능력이 뛰어난 교황을 원하고 있었다. 그리하여 총 열 번에 걸친 투표 끝에 1914년 9월 3일 자코모 델라 키에사 추기경이 교황으로 선출되었다. 그는 교황으로서 자신의 새 이름을 베네딕토 15세를 선택하였는데, 그와 마찬가지로 볼로냐 대교구장을 지냈던 교황 베네딕토 14세를 기리기 위해서였다.
교황 선출에 뒤이어 부제급 추기경 단장이 성 베드로 대성전의 발코니에 나타나 군중을 향해 교황 선출 소식을 알리는 하베무스 파팜을 하였다. 하지만 베네딕토 15세는 로마 문제 때문에 근래의 전임 교황 두 명의 예를 따라, 성 베드로 대성전의 발코니에 나타나 군중을 향해 우르비 에트 오르비를 하지 않았다. 베네딕토 15세는 또한 전쟁이 오랫동안 지속되고 있다는 이유로 1914년 9월 6일 시스티나 경당에서 간소하게 자신의 대관식을 거행하였다. 그리고 로마 문제를 둘러싸고 이탈리아 정부에 대한 항의의 표시로 산 조반니 인 라테라노 대성전에서 로마 주교좌 착좌 미사를 집전하지 않았다.
베네딕토 15세는 제1차 세계 대전이 일어난 시기에 재임하였다. 그는 ‘유럽의 자살 행위’라고까지 표현할 정도로 전쟁에 단호하게 반대한다는 입장을 밝혔으며, 교황으로서 작성한 자신의 첫 번째 회칙에도 상호 적대감을 하루속히 끝낼 것을 요청하는 진심 어린 호소를 담았다. 또한, 그는 1914년 크리스마스 정전보다 이른 시기에 교전국들에게 예수 성탄 대축일(크리스마스)에 종전할 것을 요청하였으나, 묵살되었다.

### 평화 활동

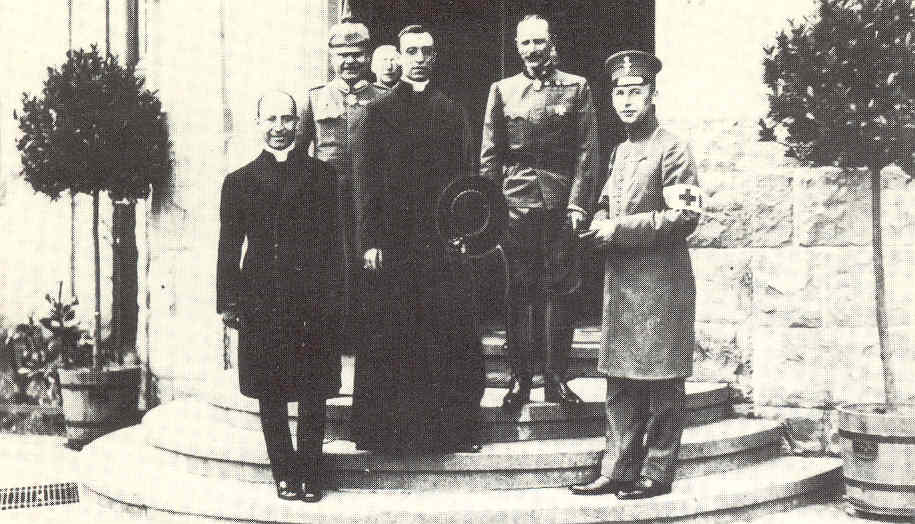
베네딕토 15세의 평화 제의를 독일 황제 빌헬름 2세에게 전달하기 위해 독일 궁정을 방문한 교황 특사 에우제니오 파첼리.

베네딕토 15세의 주요 관심사는 제1차 세계 대전과 전후 처리 문제였다. 제1차 세계대전 와중에 그는 교황청의 중립을 선언함과 동시에 1916년과 1917년에는 어느 한쪽에 치우치지 않는 균형 있는 입장에서 교전국 간에 평화를 중재하기 위해 노력하였다. 하지만 연합국과 동맹국 모두 베네딕토 15세의 중재안을 수용하지 않았다.
교전 당사국들 사이의 상호 적개심은 전쟁 발발 전 프랑스와 이탈리아, 벨기에 등이 전통적인 가톨릭 국가라는 점이 부각된 일 등 종교적 차이점 때문에 더욱 깊어졌다. 바티칸은 영국과는 좋은 관계를 유지하고 있었지만, 프로이센이나 독일 제국과는 어떠한 공식적인 외교 관계도 맺고 있지 않았다. 동맹국의 주요 축이었던 독일의 프로테스탄트교 단체들은 교황이 표면적으로만 중립이고, 실제로는 연합국 쪽에 더 마음이 기울어져 있다고 보고 비난하며 교황의 중재를 받아들이는 것에 반대하고 나섰다. 또한 그들은 베네딕토 15세가 독일의 군사력을 약화시키기 위해 오스트리아를 충동질해서 전쟁에 나서게 만들었다고 주장하였다. 한편 파리 주재 교황 대사는 가톨릭 대학교에서의 연설 중에 프랑스에 맞서는 것은 곧 하느님께 맞서는 것이라고 주장하면서, 지금 교황이 프랑스인이 아니라서 미안하다는 말을 했다고 전해진다. 벨기에의 추기경 데지레조제프 메르시에는 벨기에가 독일에 점령당했던 시기에 반(反)독일 선전 활동에 나선 애국자로 유명세를 떨쳤으며, 이러한 활동 덕분에 베네딕토 15세의 호감을 샀다고 전해진다. 또한, 전쟁이 끝난 후에 베네딕토 15세는 독일인들에게 굴욕감을 안겨준 베르사유 조약에 대해 높이 평가했다는 이야기도 있다.
그러나 이러한 주장들은 1916년 3월 4일 교황청 국무원장 피에트로 가스파리 추기경이 공식적으로 나서서 성좌는 전적으로 중립으로서 공정한 입장을 갖고 있으며, 결코 연합국을 지지하는 것이 아니라는 입장을 밝히며 진화에 나섰다. 독일과 오스트리아-헝가리의 외교 대표단이 이탈리아 당국에 의해 로마에서 추방당한 후에 이 문제가 더욱 불거지자, 가스파리 추기경이 특별히 입장을 밝힌 것이다. 하지만 그럼에도 불구하고, 독일의 프로테스탄트교도들은 ‘교황에 의한 평화’는 그 내용이 무엇이든지간에 그 자체를 매우 모욕적으로 받아들여 배척하였다. 단호하게 반(反)성직주의를 내세운 프랑스의 정치가 조르주 클레망스 역시 바티칸의 주도는 반(反)프랑스적이라는 입장을 밝혔다. 베네딕토 15세는 양 진영이 평화 협상을 하도록 수차례 시도해 보았지만, 모두 무위에 그쳤다. 즉시 평화 협상을 하여 전쟁을 멈추라는 그의 호소는 심지어 이탈리아 등 전통적인 가톨릭 국가들에서마저 전쟁을 지속하여 승리를 쟁취하자는 주장에 가로막혀 외면을 받았다.
베네딕토 15세는 1917년 8월 1일 모든 교전국의 통치자에게 다음 일곱 가지 사항에 일치할 것을 주문하며 구체적인 평화 제의를 하였다.
1. 무력에 의한 폭력이 아니라 법에 의한 도덕적 권력을 추구한다.
2. 협약한 규율과 보증에 의하여 또한 각국의 공공 질서를 유지하기 위하여 필요하고 충분한 정도로 각 교전국이 동시에 또는 서로 군비를 축소한다.
3. 협약한 규법에 따라 또는 국제문제를 중재 재판소에 일임하거나 그 결정을 받아들이기를 주저하는 여러 국가에 대하여 확고한 보장을 가진 것으로 보이는 중재 재판소를 설치한다.
4. 여러 국민의 교통에 장애가 되는 요소를 제거하고 항해의 참된 자유와 공공성을 보장한다.
5. 전쟁으로 인한 손해와 지출 비요에 대해 완전히 쌍방이 단념한다.
6. 점령한 지역을 돌려준다.
7. 적정 또는 가능한 것을 표준으로 한 영지 문제를 검토한다.

베네딕토 15세의 제안에 대해 영국은 호의적인 반응을 보였으나, 미국에서는 대통령 우드로 윌슨이 나서서 받아들일 수 없다는 입장을 밝혔다. 불가리아와 오스트리아-헝가리는 호의적으로 받아들였고, 독일은 애매모호한 답변을 내놓았다. 베네딕토 16세는 또한 강제 징용에 대해서도 법적으로 금지시킬 것을 호소하였으며, 1921년에 재차 호소하였다. 그의 이러한 제안 중 일부는 나중에 1918년 1월 우드로 윌슨 대통령의 전쟁 종결을 위한 14개조 평화 원칙에 포함되기도 하였다.
하지만 유럽에서 양 진영은 서로 베네딕토 15세가 상대 진영에 편향되었다고 여겨, 그가 제안한 조건들을 수용하려고 하지 않았다. 비록 제1차 세계대전 동안 세계 평화를 위한 그의 외교적 노력은 성공을 거두지 못했지만, 교황의 명성을 드높이는 결과를 낳았다. 이러한 그의 활동은 후임 교황들의 모델이 되어, 20세기에 이르어 교황 비오 12세가 제2차 세계대전 동안에 기울인 평화 활동과 베트남 전쟁 당시 교황 바오로 6세의 활동, 교황 요한 바오로 2세가 이라크 전쟁 발발 전후에 벌인 활동 등에 큰 영향을 끼쳤다.

### 인도주의 활동

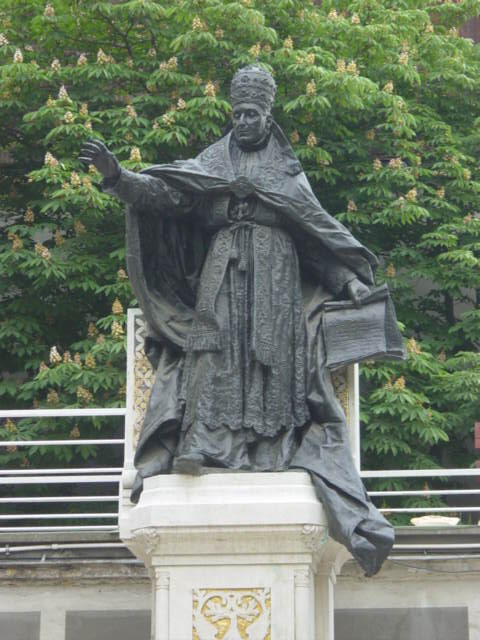
터키 이스탄불 주교좌 성령 대성당에 세워진 교황 베네딕토 15세의 전신상

베네딕토 15세는 제1차 세계대전 기간 동안 전쟁 수행이 불가능해진 부상병들과 포로들의 무사 귀환을 위해 전쟁 당사국 정부들과 협상을 벌이는데 열성을 다하였다. 그의 노력 덕분에 포로로 사로잡힌 수만 명의 사람이 포로 교환을 통해 무사히 풀려날 수가 있었다. 1915년 1월 15일 교황은 점령지에 거주하는 민간인들의 교환을 제의했다. 그 결과로 2만 명의 시민이 한 달 만에 점령되지 않은 프랑스 남부로 갈 수 있게 되었다. 1916년 교황은 독가스 공격으로 폐질환에 걸린 2만 9천여 명의 포로를 구출하기 위해 양 진영으로부터 가까스로 합의를 이끌어내어, 그들을 모두 중립국인 스위스로 안전하게 피신하도록 하였다. 베네딕토 15세는 또한 1918년 5월에 최소한 18개월 동안 수감된 양측 포로와 네 명의 아이를 스위스로 보내는데 합의한 협의를 체결하도록 이끌었다.
1915년 베네딕토 15세는 전쟁 당사국들에게 요청하여 주일(일요일)과 공휴일에는 전쟁 포로들에게 노동을 지시하지 않겠다는 합의를 이끌어내는데 성공하였다. 베네딕토 15세의 중재를 통하여 몇몇 인물은 사형을 면제받았고, 포로들은 교환되었으며, 전사자들의 시신은 본국으로 송환되었다. 베네딕토 15세는 국제 행방 불명국(Opera dei Prigionieri)을 신설하여 전쟁 포로들에 대한 정보를 교환하여 가족들과의 접촉을 시도하도록 하였다. 제1차 세계대전이 막바지에 다다랐을 무렵까지 국제 행방 불명국을 통하여 50만 장의 편지가 오갔다.
전쟁기간 중에는 물론 전쟁이 끝난 후에도 베네딕토 15세는 어린이들의 처지를 무척 염려하여, 그들을 위한 회칙을 발표하였다. 1916년에 그는 미국 국민들과 성직자들에게 독일에게 점령당한 벨기에의 굶주림에 시달리는 어린이들을 원조해줄 것을 호소하였다. 어린이들에 대한 교황의 원조는 벨기에뿐만 아니라, 리투아니아, 폴란드, 레바논, 몬테네그로, 시리아, 러시아도 포함되었다. 한편 제1차 세계대전 때, 공중전이라는 개념이 처음으로 생겨났는데, 이에 놀란 베네딕토 15세는 수차례 이를 반대하는 목소리를 냈으나 소용이 없었다.
1915년 5월 6일에 오스만 제국 내에서 아르메니아의 소수 기독교 공동체에 대한 적대적인 풍조가 일어났다. 몇몇 기록에 의하면, 이 과정에서 아나톨리아 지역에 아르메니아 기독교인에 대한 집단 학살, 심지어는 홀로코스트까지 일어난 것으로 전해진다. 이 소식을 들은 바티칸은 이 문제에 개입하기 위해 오스만 제국의 동맹국이었던 독일과 오스트리아-헝가리에 연락을 취해 오스만 제국에게 항의를 하도록 시도하였다. 베네딕토 15세는 개인적으로 오스만 제국의 술탄에게 서신을 써서 보냈는데, 술탄은 또한 당시 이슬람교의 칼리프이기도 하였다. 그러나 베네딕토 15세의 구출 계획은 결국 성공하지 못했다. 그리하여 100만 명 이상의 아르메니아인이 터키인들에 의해 학대 또는 굶주림 등의 이유로 목숨을 잃었다.

### 종전 이후
하지만 이 같은 베네딕토 15세의 외교적 노력에도 불구하고, 종전 후에 이탈리아 정부는 그동안 답보 상태였던 로마 문제 때문에 바티칸을 국제적으로 고립시키려는 외교적 조치를 취해, 1919년 파리 강화 회의에서 바티칸을 배제시키는데 성공하였다. 물론 여기에는 교황령을 상실한 후 교황이 사실상 정치적·외교적으로 소외받은 것도 하나의 이유로 볼 수 있다. 그럼에도 불구하고, 베네딕토 15세는 전쟁을 불필요한 대학살로 규정하고, 세계 각국의 화해를 호소하는 회칙 《평화와 그리스도인 화해에 관하여》(Pacem, Dei Munus Pulcherrimum)를 작성해 반포하였다. 성 베드로 대성전에는 제1차 세계 대전 당시 전사한 군인을 기리기 위하여 마련한 무덤 앞에서 베네딕토 15세가 무릎을 꿇고 기도하는 모습을 한 조각상이 전시되어 있다.
전쟁이 종식된 후, 베네딕토 15세는 유럽의 빈곤 및 기근 문제 해결과 더불어 러시아 제국과 오스트리아-헝가리 제국, 독일 제국의 해체 이후 새로 세워진 여러 나라와 외교적 창구를 열기 위한 활동에 치중하였다. 더불어 전쟁 포로들을 위한 그의 각종 지원 정책 덕분에 유럽 내에서 교황에 대해 보다 우호적인 분위기가 형성되었다.
파리 강화 회의에서 패전국인 독일에게 막대한 양의 배상금을 부과한다는 결정이 내려지자, 바티칸은 그와 같은 결정은 결국 유럽 전체의 경제적 안정을 위협할 것이라고 경고하였다. 가스파리 추기경은 파리 강화 회의에서 제시한 평화 조건들은 독일인들의 자존심을 건드리는 것이기 때문에, 향후 독일이 군사적으로 또 다른 전쟁을 일으킬 소지가 충분하다고 보았다. 바티칸은 또한 오스트리아-헝가리 제국의 해체에 대해서도, 이는 필연적으로 독일을 보다 더 강력한 힘을 갖게 만드는 결과를 낳을 것이라고 우려하였다. 바티칸은 작은 신생국가들의 출현에 대해서도 우려하였는데, 가스파리 추기경이 볼 때, 우후죽순 생겨난 소규모 신생국가들은 경제적으로 성공할 수 없으며, 따라서 경제적 고통만 가중될 뿐이었다. 베네딕토 15세는 국제 연맹에 대해서는 기독교적 가치관으로 세워지지 않은 세속적인 단체라는 이유로 가입을 거부하였다. 또한, 그는 1920년대에 일어난 민족주의 열풍을 강하게 비판하였으며, 회칙 《평화와 그리스도인 화해에 관하여》에서 유럽의 단결을 호소하였다.
러시아에 공산주의 혁명이 일어난 것에 대해서도 깊이 우려한 교황은 러시아 내전 중에 발생한 유혈 사태와 광범위하게 퍼진 기근은 물론 블라디미르 레닌 정부의 강력한 반(反)종교적 정책들에 대해 경악을 금치 못하였다. 그는 러시아 기근 피해자들을 돕기 위해서 각고의 노력을 기울였으며, 1921년에만 5백만 명을 구호하였다. 한편, 오스만 제국이 해체되자 바티칸에서는 성지에 거주하는 가톨릭교도들의 안전과 미래에 대하여 우려를 나타내었다.

## 외교 관계

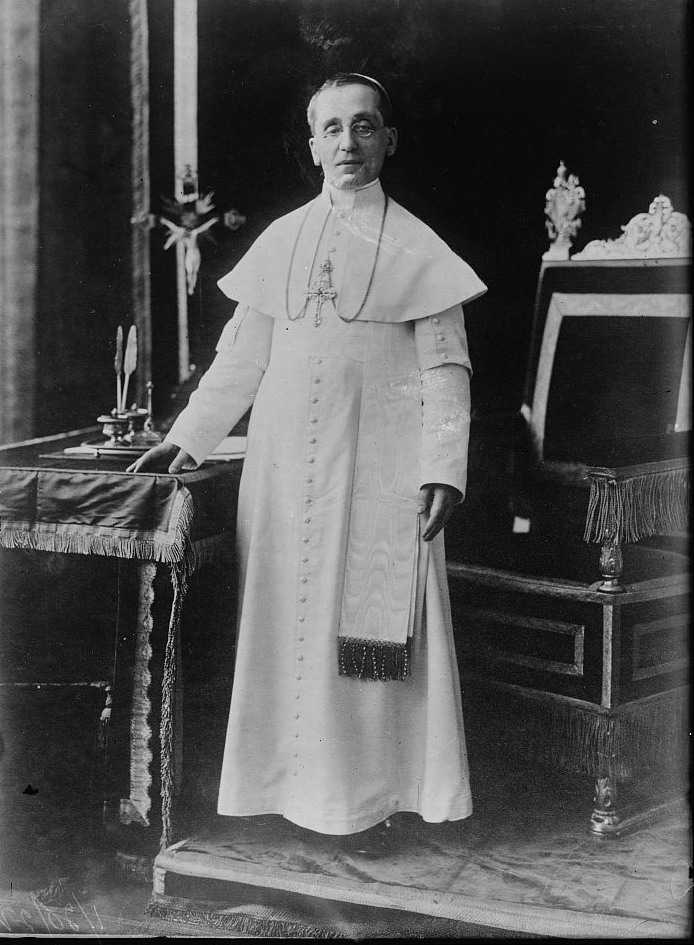
교황 베네딕토 15세

전후 기간에 베네딕토 15세는 새로운 국제 체제가 부상함에 따라 이에 대처하기 위해 교회 행정을 발전시키는 데 크게 공헌하였다. 교황청은 폴란드, 리투아니아, 에스토니아, 유고슬라비아, 체코슬로바키아, 핀란드 등 제1차 세계대전이 끝나면서 수립된 신생국가들을 인정하였다. 한편 독일과 프랑스, 이탈리아, 오스트리아 등은 전쟁의 후유증으로 경제가 크게 악화되었다. 여기에 더해, 유럽의 전통적인 사회와 문화적 질서는 우익 국가주의와 파시즘에 더해 좌익 사회주의와 공산주의가 대두됨에 따라 무너질 위기에 처하였다. 이 같은 사상들은 모두 잠재적으로 교회의 존재와 자유를 위협하는 것들이었다. 베네딕토 15세는 이 같은 문제를 타개하기 위한 조치로 세계 각국에 대한 외교적 공세를 통해 현지 신자들의 권리를 보장받고자 노력하였다.

### 이탈리아
교황 레오 13세는 이탈리아의 가톨릭교도들에게 지역 정치에 참여하는 것은 허락하되 국가 정치에 참여하는 것은 끝내 허락하지 않았다. 그러나 베네딕토 15세는 전임자들의 경직된 반(反)이탈리아 정책을 완전히 뒤집고 이탈리아와의 관계 개선에 나섰으며, 이탈리아의 가톨릭교도들도 총선에 참여하는 것을 허용하였다. 이는 루이지 스투르초를 위시한 이탈리아 국민당의 변화를 가져왔는데, 반가톨릭 성향의 정치인들이 대거 중도 성향이 되거나 심지어는 가톨릭교회에 동조하기 시작하였다. 이탈리아 국왕 역시 교황과의 관계 개선의 신호를 보내기 위해 교황의 형제가 사망했을 때 개인적으로 애도를 표하기도 하였다. 바티칸 근무자들의 근로환경은 크게 개선되었으며, 양측은 로마 문제를 해결하기 위해 만남을 가졌다. 베네딕토 15세는 로마 문제 해결에 매우 적극적이었으며, 당시 이탈리아의 정치 및 사회 문제에 대해 상당히 실용적인 생각을 가졌던 것으로 보인다. 한 예로, 당시 전통주의적 성향의 가톨릭교도 대다수가 여성의 참정권에 반대한 반면에, 베네딕토 15세는 대부분의 여성은 교회의 전통적인 입장을 지지하기 때문에 보수적인 후보 및 당에게 투표할 것이라고 주장하면서 여성의 참정권 부여에 찬성하였다.

### 프랑스
베네딕토 15세는 반성직자주의적 프랑스 공화국 정부와의 관계를 개선하기 위해 노력하였다. 1920년에 그는 프랑스의 국가 영웅인 잔 다르크를 성녀로 시성하였다. 또한, 제3세계에서 효과적인 포교를 위해서는 유럽의 선교 사제들을 현지인 사제들로 대체할 필요성을 강조한 그는 이를 위해 바티칸에 콥트 대학교와 교황청 동방 대학을 설립하였다. 1921년에 프랑스는 바티칸과의 외교 관계를 재수립하였다.

### 리투아니아와 에스토니아
제1차 세계대전이 종전되면서 발트 3국와 폴란드가 러시아로부터 독립하였다. 덕분에 이들 네 나라의 가톨릭교회들은 과거 러시아 치하에 있었던 시절보다 비교적 자유로운 활동을 할 수 있게 되었다. 이들 네 나라 가운데 에스토니아가 가장 먼저 바티칸과 유대 관계를 맺었다. 1919년 4월 11일 교황청 국무원장 피에트로 가스파리 추기경은 바티칸과 에스토니아 정부가 공식적으로 외교 관계를 맺었다고 발표하였다. 양측의 정교조약은 그로부터 1년이 지난 후인 1920년 6월에 원칙적으로 합의되어, 1922년 5월 30일에 조인되었다. 조약문에는 가톨릭교회의 자유가 보장하는 것은 물론 교구 설립은 물론 성직자들의 병역 면제, 신학교 및 가톨릭 재단 학교 설립, 교회의 재산권 보장 등에 대한 승인이 명시되었다.
리투아니아와의 관계에 있어서는 리투아니아의 수도이자 대주교좌 소재지인 빌뉴스가 폴란드군에게 점령되면서 난제에 부딪혔다. 리투아니아는 폴란드에게 빌뉴스를 즉시 반환할 것을 강력하게 요구하였다. 그러나 빌뉴스를 점령한 폴란드군은 오히려 그곳의 가톨릭 신학교에서 갖은 만행을 저질렀다. 이는 리투아니아 전역에서 폴란드에 대한 교황청의 태도에 대해 여러 차례 항의 시위가 일어나게 만들었다. 성좌와 리투아니아의 외교 관계는 교황 비오 11세 때 우호적으로 바뀌었다.

### 폴란드
베네딕토 15세는 다른 나라의 국가원수들과 더불어 1918년 10월 폴란드의 독립을 환영하였다. 바르샤바 대교구장 카콥스키 대주교에게 공적으로 보낸 서신에서 그는 성좌에 대한 폴란드인들의 충성심과 많은 공로를 기억하고 있다면서, 폴란드를 적극 돕겠다는 의사를 피력하였다. 더불어 그는 재건된 폴란드가 국제 사회의 일원으로서 활발히 활동하여 학식 있는 기독교 국가로서의 역사를 계속 이어나가기를 희망한다는 뜻을 밝혔다. 1919년 3월에 그는 열 명의 새 주교를 임명하고 곧이어 아킬레 라티(훗날의 교황 비오 11세)를 주폴란드 교황 대사로 파견하였다.

## 교회 문제

### 신학
교회 문제에 있어서, 베네딕토 15세는 비오 10세의 근대주의 신학자 단죄 정책을 이어갔으며, 자신의 첫 회칙 《복된 사도들에게》(Ad Beatissimi Apostolorum)를 통하여 근대 철학사상이 내포한 오류들을 열거하며 비판하였다. 또한, 그는 전임 교황들에 의해 파문된 모든 학자와 어떠한 접촉도 하지 말 것을 지시하였다. 하지만 동시에 그는 교회 안에 반근대주의 운동이 과열되었다고 보고 이를 진정시키고자 노력하기도 하였다. 1920년 7월 25일 베네딕토 15세는 자연주의에 반대하는 자의교서 《건강한 선》(Bonum sane)을 반포하였다.

### 교회법 개정
1917년 5월 27일 베네딕토 15세는 전임 교황 비오 10세 때부터 작업한 교회법 개정을 완료하여 가톨릭교회의 첫 교회 법전을 반포하였다. 이 법전은 비오 10세와 베네딕토 15세의 이름을 따와서 ‘비오-베네딕토 법전’이라고도 불린다. 1918년부터 시행된 이 교회법은 오늘날 법전과 같이 보기 쉽게 조항별로 간편하게 분류되어 있는 형태를 띠었으며, 처음으로 통합적인 교회법이었다. 이 법전이 나오기 전까지는 지역별로 사용하는 교회법전이 달랐기 때문에 혼란스러웠다. 그러나 체계적인 새 교회법이 제정되면서 명확한 규정이 만들어져 혼란스러운 교회법을 정돈하고 교회 전반에 걸쳐 신앙 생활이 활기를 되찾게 되었다. 여기에 더해, 동방 가톨릭교회에 대해 관심을 가졌던 레오 13세의 뒤를 이어 동방 가톨릭교회의 문화와 신학, 전례 등을 아울러 다루는 교황청 동방 대학을 설립하여 발전시키기도 하였다.

### 가톨릭 선교
1919년 11월 30일 베네딕토 15세는 선교에 있어서 문화 적응의 중요성을 인식하고 회칙 《가장 위대한 일》(Maximum Illud)을 반포하였다. 이 회칙에서 베네딕토 15세는 선교사들의 서구 우월주의를 질책하고 방인 성직자 양성의 중요성을 강조하는 한편 유럽 문화의 무조건적인 수용 강요 대신 각 지역의 문화를 존중하고 발전시킬 것을 주문하였다. 베네딕토 15세는 만약 서구 선교사들이 현지 문화를 무시하고 서구에서의 문화를 강요한다면 문제가 발생할 것이라면서, 특히 아시아와 아프리카에서 현지 주민들의 큰 반발을 불러와 많은 선교사가 추방당하거나 감금되는 일이 발생할 것이라고 경고하였다.

## 죽음

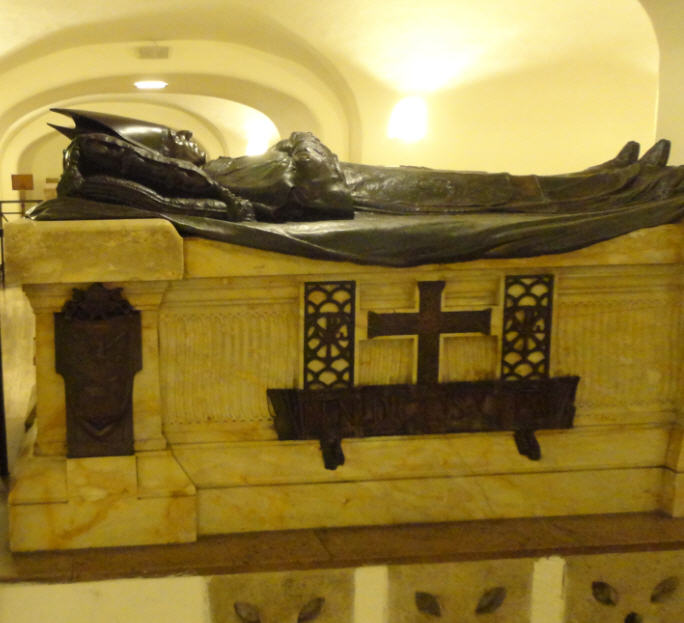
성 베드로 대성전 지하 묘소에 있는 베네딕토 15세의 무덤

베네딕토 15세는 성녀 마르타의 집에서 수녀들과 함께 미사를 봉헌한 다음, 밖으로 나와 비를 맞으며 자신을 데려갈 마부를 기다리는 동안 독감에 걸렸다. 그리고 이 독감은 폐렴으로까지 발전하였다. 병상에서 전혀 일어나지 못하고 한달 동안 계속 앓던 그는 조카들이 임종을 지키는 가운데 1922년 1월 22일 향년 67세의 나이에 선종하였다. 베네딕토 15세가 선종하자, 바티칸의 모든 깃발은 그의 선종을 추모하는 뜻에서 조기 상태로 게양되었다. 그리고 바티칸 지하 묘소에 매장되기 전에 성 베드로 대성전에 시신이 전시되어 많은 신자가 찾아와 참배할 수 있게끔 하였다.
아마도 20세기 교황들 가운데 베네딕토 15세는 제1차 세계대전을 하루속히 종식시키기 위해 노력하며 용감한 행위들을 했음에도 불구하고 칭송받지 못한 불우한 영웅으로 기억되고 있다. 2005년 교황 베네딕토 16세는 교황으로 선출되었을 때 베네딕토 15세와 같은 이름을 선택함으로써 과거 전임자가 실천했던 평화 활동의 중요성을 인식하였다. 베네딕토 15세는 1914년부터 1918년까지 이어진 제1차 세계대전 기간 동안 세상을 향해 인도적인 접근을 하였는데, 이는 당시 세속의 통치자들의 행동과는 완전히 상반된 것이었다. 생전의 그의 업적에 대한 평가는 가톨릭교도도 가톨릭을 제외한 다른 기독교도도 아닌 터키인들로부터 보답을 받았다. 터키 정부는 이스탄불 시내에 베네딕토 15세의 동상을 세웠으며, 그 아래에 “비극적 세계에서 국가와 종교에 상관 없이 모든 사람에게 은혜를 베푼 위대한 교황”이라는 그에 대한 헌시가 새겨져 있다. 이 동상은 오늘날 이스탄불의 성령 대성당의 마당에 자리잡고 있다.

## 같이 보기
- 교황 목록